# Deaux
Deaux est une commune française située dans le département du Gard, en région Occitanie.
Exposée à un climat méditerranéen, elle est drainée par la Droude et par divers autres petits cours d'eau.
Deaux est une commune rurale qui compte 644 habitants en 2022, après avoir connu une forte hausse de la population depuis 1968. Elle fait partie de l'aire d'attraction d'Alès. Ses habitants sont appelés les Deauxois et Deauxoises.

## Géographie

### Localisation
Cette commune rurale est située à 12 km de la ville d'Alès, à 3 km du chef-lieu de canton Vézénobres et à 3 km de Méjannes-lès-Alès.

#### Communes limitrophes
- Martignargues
- Méjannes-lès-Alès
- Monteils
- Saint-Étienne-de-l'Olm
- Saint-Hilaire-de-Brethmas
- Vézénobres

### Hydrographie et relief
La Droude, rivière capricieuse, passe à environ un kilomètre en contrebas du village.

### Climat
Pour des articles plus généraux, voir Climat de l'Occitanie et Climat du Gard.
En 2010, le climat de la commune est de type climat méditerranéen franc, selon une étude s'appuyant sur une série de données couvrant la période 1971-2000. En 2020, Météo-France publie une typologie des climats de la France métropolitaine dans laquelle la commune est exposée à un climat méditerranéen et est dans la région climatique Provence, Languedoc-Roussillon, caractérisée par une pluviométrie faible en été, un très bon ensoleillement (2 600 h/an), un été chaud (21,5 °C), un air très sec en été, sec en toutes saisons, des vents forts (fréquence de 40 à 50 % de vents > 5 m/s) et peu de brouillards.
Pour la période 1971-2000, la température annuelle moyenne est de 13,6 °C, avec une amplitude thermique annuelle de 17,6 °C. Le cumul annuel moyen de précipitations est de 938 mm, avec 6,8 jours de précipitations en janvier et 3,2 jours en juillet. Pour la période 1991-2020, la température moyenne annuelle observée sur la station météorologique installée sur la commune est de 14,9 °C et le cumul annuel moyen de précipitations est de 967,1 mm,. Pour l'avenir, les paramètres climatiques de la commune estimés pour 2050 selon différents scénarios d'émission de gaz à effet de serre sont consultables sur un site dédié publié par Météo-France en novembre 2022.
| Mois                                  | jan.            | fév.          | mars            | avril           | mai           | juin           | jui.            | août          | sep.           | oct.            | nov.          | déc.          | année     |
| ------------------------------------- | --------------- | ------------- | --------------- | --------------- | ------------- | -------------- | --------------- | ------------- | -------------- | --------------- | ------------- | ------------- | --------- |
| Température minimale moyenne (°C)     | 2,5             | 2,6           | 5,5             | 8               | 11,6          | 15,3           | 17,8            | 17,5          | 14             | 10,7            | 6,2           | 3,3           | 9,6       |
| Température moyenne (°C)              | 6,6             | 7,4           | 10,8            | 13,5            | 17,4          | 21,6           | 24,5            | 24,2          | 19,7           | 15,3            | 10,2          | 7,1           | 14,9      |
| Température maximale moyenne (°C)     | 10,6            | 12,2          | 16,2            | 19              | 23,2          | 27,9           | 31,2            | 30,8          | 25,5           | 19,8            | 14,2          | 11            | 20,1      |
| Record de froid (°C) date du record   | −8,1 04.01.1993 | −9,1 05.02.12 | −7,7 02.03.05   | −1,2 14.04.1998 | 2,9 01.05.04  | 7,8 21.06.1992 | 10,6 16.07.01   | 9,9 27.08.11  | 4,9 28.09.1993 | −0,1 31.10.1997 | −5,1 27.11.10 | −8,5 20.12.09 | −9,1 2012 |
| Record de chaleur (°C) date du record | 20,9 09.01.07   | 23,4 24.02.20 | 28,2 21.03.1990 | 30,5 29.04.05   | 34,8 30.05.01 | 42,9 28.06.19  | 39,1 23.07.1990 | 42,5 12.08.03 | 36,9 04.09.16  | 32 08.10.23     | 24,2 07.11.13 | 20,1 23.12.22 | 42,9 2019 |
| Précipitations (mm)                   | 81              | 53,8          | 61              | 79,5            | 70            | 49,5           | 36,5            | 43,4          | 137,1          | 149,4           | 125           | 80,9          | 967,1     |

### Voies de communication et transports
- Deaux accueille l'aérodrome d'Alès Cévennes depuis 1975. Il est géré par la Chambre de commerce et d'industrie d'Alès Cévennes. Il a une piste de 1 400 m et un aéroclub. Il y a aussi plusieurs hangars et des chose très intéressantes sur le bord de la pise en bout de piste dans la forêt.
- Sur l'aérodrome il y a un pélicandrome, base de ravitaillement en retardant et en eau des avions bombardiers d'eau pour la lutte contre les feux de forêts. Canadairs et trakers peuvent remplir leurs réservoirs d'eau ou de retardant en quelques minutes. Base stratégique pour le nord du département, les Cévennes, l'Ardèche et la Lozère.

### Milieux naturels et biodiversité
Aucun espace naturel présentant un intérêt patrimonial n'est recensé sur la commune dans l'inventaire national du patrimoine naturel,,.

## Urbanisme

### Typologie
Au 1er janvier 2024, Deaux est catégorisée commune rurale à habitat dispersé, selon la nouvelle grille communale de densité à sept niveaux définie par l'Insee en 2022.
Elle est située hors unité urbaine. Par ailleurs la commune fait partie de l'aire d'attraction d'Alès, dont elle est une commune de la couronne,. Cette aire, qui regroupe 64 communes, est catégorisée dans les aires de 50 000 à moins de 200 000 habitants,.

### Occupation des sols
L'occupation des sols de la commune, telle qu'elle ressort de la base de données européenne d’occupation biophysique des sols Corine Land Cover (CLC), est marquée par l'importance des territoires agricoles (45 % en 2018), en diminution par rapport à 1990 (49,3 %). La répartition détaillée en 2018 est la suivante : 
zones agricoles hétérogènes (42,3 %), milieux à végétation arbustive et/ou herbacée (21,3 %), forêts (20,6 %), zones urbanisées (9,8 %), zones industrielles ou commerciales et réseaux de communication (3,4 %), cultures permanentes (2,7 %). L'évolution de l’occupation des sols de la commune et de ses infrastructures peut être observée sur les différentes représentations cartographiques du territoire : la carte de Cassini (XVIIIe siècle), la carte d'état-major (1820-1866) et les cartes ou photos aériennes de l'IGN pour la période actuelle (1950 à aujourd'hui).

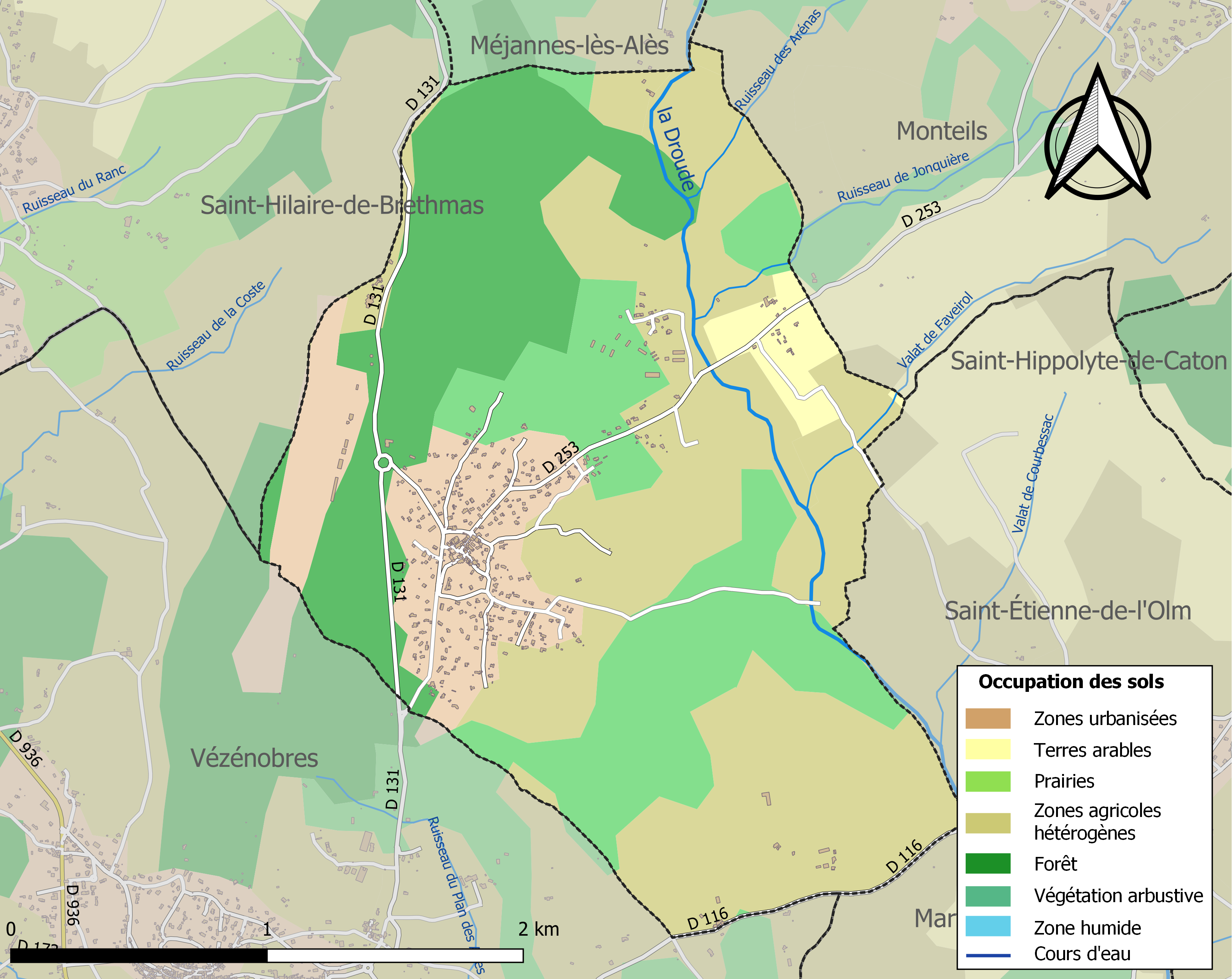
Carte des infrastructures et de l'occupation des sols de la commune en 2018 (CLC).

### Risques majeurs
Le territoire de la commune de Deaux est vulnérable à différents aléas naturels : météorologiques (tempête, orage, neige, grand froid, canicule ou sécheresse), inondations, feux de forêts et séisme (sismicité faible). Il est également exposé à un risque technologique, le transport de matières dangereuses. Un site publié par le BRGM permet d'évaluer simplement et rapidement les risques d'un bien localisé soit par son adresse soit par le numéro de sa parcelle.

#### Risques naturels
Certaines parties du territoire communal sont susceptibles d’être affectées par le risque d’inondation par débordement de cours d'eau et par une crue torrentielle ou à montée rapide de cours d'eau, notamment la Droude. La commune a été reconnue en état de catastrophe naturelle au titre des dommages causés par les inondations et coulées de boue survenues en 1982, 1987, 1992, 1993, 1997, 2001, 2002 et 2010,.

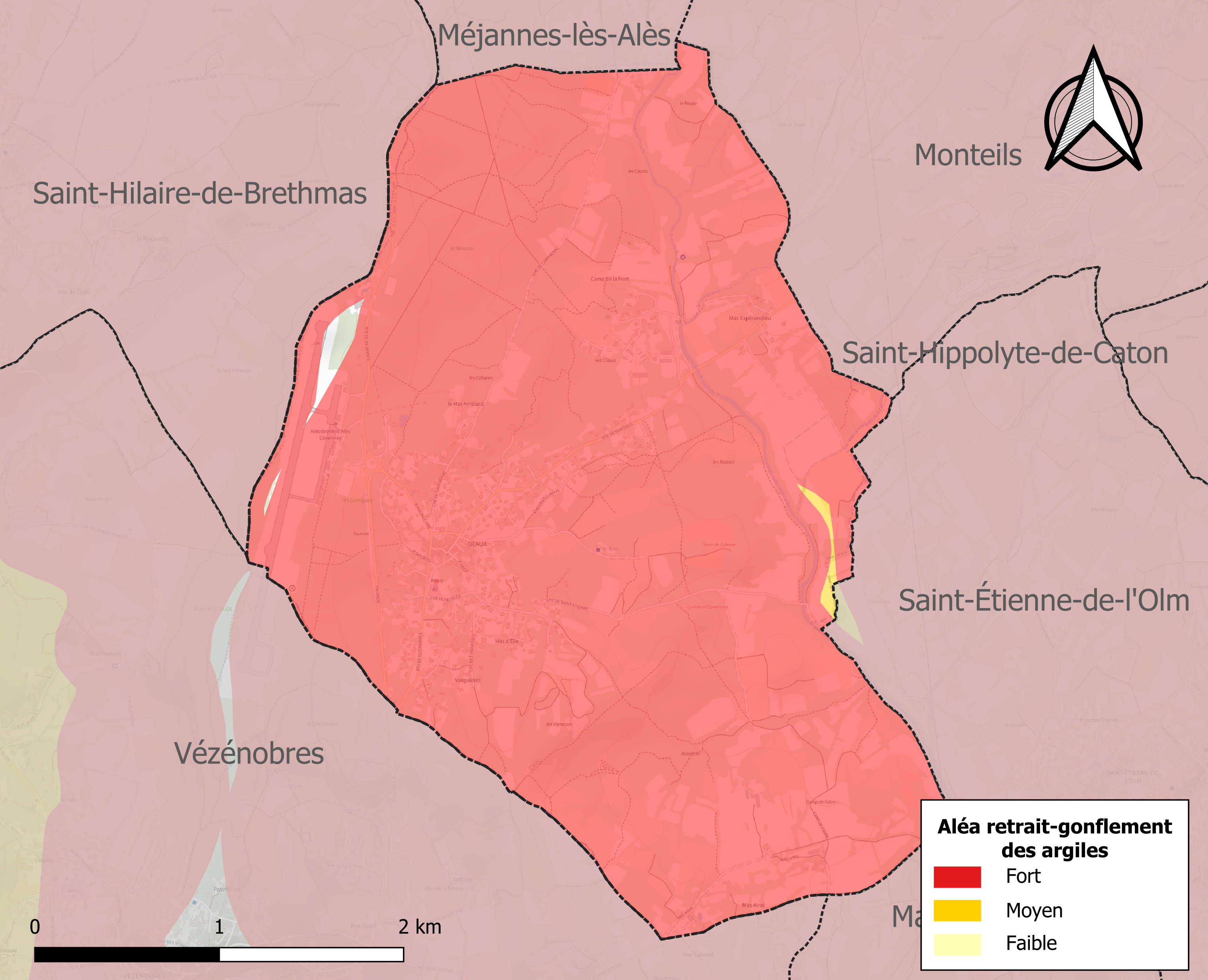
Carte des zones d'aléa retrait-gonflement des sols argileux de Deaux.

Le retrait-gonflement des sols argileux est susceptible d'engendrer des dommages importants aux bâtiments en cas d’alternance de périodes de sécheresse et de pluie. 99,4 % de la superficie communale est en aléa moyen ou fort (67,5 % au niveau départemental et 48,5 % au niveau national). Sur les 274 bâtiments dénombrés sur la commune en 2019, 274 sont en aléa moyen ou fort, soit 100 %, à comparer aux 90 % au niveau départemental et 54 % au niveau national. Une cartographie de l'exposition du territoire national au retrait gonflement des sols argileux est disponible sur le site du BRGM,.
Par ailleurs, afin de mieux appréhender le risque d’affaissement de terrain, l'inventaire national des cavités souterraines permet de localiser celles situées sur la commune.

#### Risques technologiques
Le risque de transport de matières dangereuses sur la commune est lié à sa traversée par des infrastructures routières ou ferroviaires importantes ou la présence d'une canalisation de transport d'hydrocarbures. Un accident se produisant sur de telles infrastructures est en effet susceptible d’avoir des effets graves au bâti ou aux personnes jusqu’à 350 m, selon la nature du matériau transporté. Des dispositions d’urbanisme peuvent être préconisées en conséquence.

## Histoire

### Époque contemporaine
La commune était principalement occupée par des viticulteurs jusque dans les années 1980. Depuis, la plupart des vignes ont été arrachées et ont laissé place aux constructions nouvelles. De nouveaux habitants sont venus s'installer sur la commune. Le village est rapidement devenu un village dortoir d'Alès et de Nîmes.

## Politique et administration

### Rattachements électoraux
Pour l'élection des députés, elle fait partie de la quatrième circonscription du Gard.

### Liste des maires
| Période                                  | Période  | Identité         | Étiquette | Qualité |
| ---------------------------------------- | -------- | ---------------- | --------- | ------- |
|                                          | 2001     | André Brunel     |           |         |
| 2001                                     | 2014     | François Ferrier | DVD       |         |
| 2014                                     | 2020     | Laurent Brunel   | UMP-LR    | Cadre   |
| 2020                                     | En cours | Didier Salles    | SE        |         |
| Les données manquantes sont à compléter. |          |                  |           |         |

## Population et société

### Démographie
Les habitants de la commune sont appelés les Deauxois.
L'évolution du nombre d'habitants est connue à travers les recensements de la population effectués dans la commune depuis 1793. Pour les communes de moins de 10 000 habitants, une enquête de recensement portant sur toute la population est réalisée tous les cinq ans, les populations de référence des années intermédiaires étant quant à elles estimées par interpolation ou extrapolation. Pour la commune, le premier recensement exhaustif entrant dans le cadre du nouveau dispositif a été réalisé en 2007.

En 2022, la commune comptait 644 habitants, en évolution de −2,13 % par rapport à 2016 (Gard : +2,97 %, France hors Mayotte : +2,11 %).
| 1793 | 1800 | 1806 | 1821 | 1831 | 1836 | 1841 | 1846 | 1851 |
| ---- | ---- | ---- | ---- | ---- | ---- | ---- | ---- | ---- |
| 199  | 198  | 209  | 190  | 244  | 247  | 240  | 227  | 206  |

| 1856 | 1861 | 1866 | 1872 | 1876 | 1881 | 1886 | 1891 | 1896 |
| ---- | ---- | ---- | ---- | ---- | ---- | ---- | ---- | ---- |
| 216  | 213  | 193  | 148  | 156  | 146  | 126  | 124  | 136  |

| 1901 | 1906 | 1911 | 1921 | 1926 | 1931 | 1936 | 1946 | 1954 |
| ---- | ---- | ---- | ---- | ---- | ---- | ---- | ---- | ---- |
| 132  | 135  | 145  | 103  | 114  | 110  | 110  | 105  | 118  |

| 1962 | 1968 | 1975 | 1982 | 1990 | 1999 | 2006 | 2007 | 2012 |
| ---- | ---- | ---- | ---- | ---- | ---- | ---- | ---- | ---- |
| 125  | 97   | 174  | 288  | 390  | 476  | 565  | 578  | 647  |

| 2017 | 2022 | - | - | - | - | - | - | - |
| ---- | ---- | - | - | - | - | - | - | - |
| 648  | 644  | - | - | - | - | - | - | - |

### Manifestations culturelles et festivités
- Les Traces de Deaux : épreuve de course hors stade de 15,4 km ou 7,2 km autour du village et dans les bois environnants. Elle comporte également des courses pour enfants dotées de prix. Cette manifestation, qui regroupe quelque 500 participants, est organisée à partir de 2008 par l'association locale MA RANDO DOUCE.
- L'association A Deaux Mino organise régulièrement des activités culturelles, sportives, ou festives :
  - le festival Musique à Deaux.
  - la sortie châtaignes en Cévennes.

## Culture locale et patrimoine

### Édifices civils

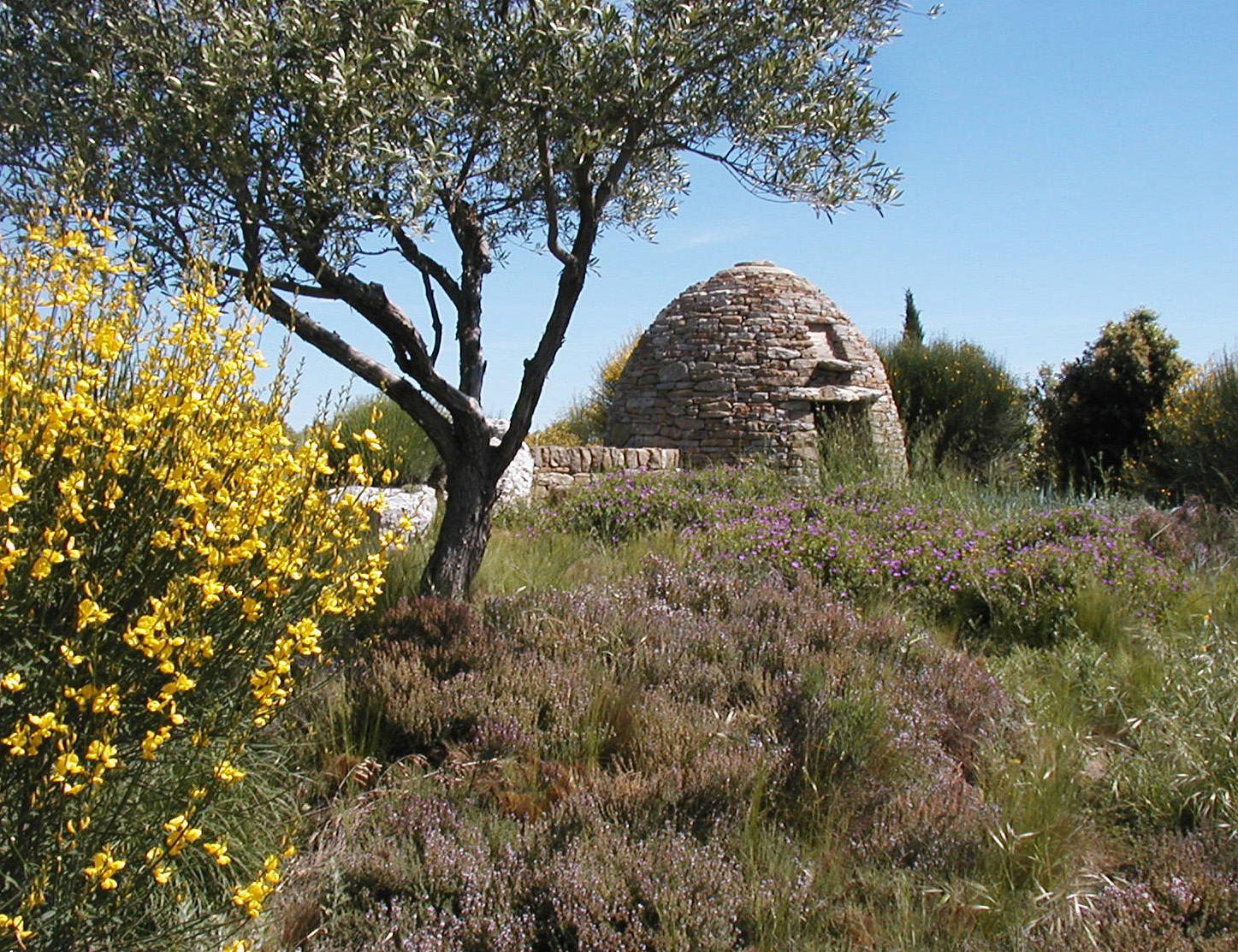
Capitelle neuve du rond-point de la route de Méjannes-lès-Alès.

- 32 des 202 cabanes en pierre sèche recensées dans le canton de Vézénobres se situent à Deaux.
- Un four à chaux se voit sous les ronces sur la route de Monteils.

### Édifices religieux
- Une église paroissiale existait à Deaux jusqu'à ce qu'elle soit ruinée au XVIIe siècle. Il ne faut donc pas confondre le beffroi qui trône au cœur du village avec un clocher. Début 2017, la commune est « réputée sans clochers »[23].

### Patrimoine environnemental
Le village de Deaux se situe dans un paysage vallonné et boisé. La forêt environnante se compose principalement de chênes verts.

### Héraldique
| Blason de Deaux | Blason  | D'or, à la croix losangée d'argent et de sable.  |
| Blason de Deaux | Détails | Le statut officiel du blason reste à déterminer. |